# Lamprosema baracoalis
Lamprosema baracoalis là một loài bướm đêm trong họ Crambidae.